# Crawford Goldsby
Crawford Goldsby, más conocido como Cherokee Bill o Billy cherokee (Fort Concho, Texas, 8 de febrero de 1876 - Fort Smith, Arkansas, 17 de marzo de 1896), fue un bandido del oeste estadounidense del siglo XIX involucrado en diferentes hechos de sangre y atracos como parte de una pandilla que realizó sus fechorías, principalmente, en el denominado Territorio Indio.

## Infancia y juventud
Los progenitores de Cherokee Bill fueron George Goldsby y Ellen Beck. Su padre militó en las Fuerzas Armadas de los Estados Unidos en el Décimo de Caballería, conocidos popularmente como los Buffalo Soldiers. Su madre, por su parte, tenía ascendencia cherokee y africana. Crawford fue el segundo de los cuatro hijos de la pareja. Debido a un incidente, George desertó del ejército y se dirigió con su familia a Fort Concho; pero al poco tiempo les abandonó. Posteriormente, Ellen tomó la decisión de dejar a Crawford, por unos años, bajo el cuidado de una mujer llamada Aunty Amanda Foster. Cumplidos los siete años, regresó con su familia cuando se mudaron al Fuerte Gibson, en Territorio Indio, y allí atendió a algunas instituciones educativas. A pesar de estos antecedentes, se considera que Crawford apenas pudo leer y escribir en sus años posteriores.
A la edad de doce regresó con su madre al Fuerte Gibson. En este lugar se presume que asesinó a un hermanastro debido a una disputa sobre la alimentación de unos cerdos; no fue llevado a las autoridades por su edad. Un año después su madre contrajo nuevas nupcias, pero el chico no gustaba de su padrastro. Fue la época en que comenzó a tener malas compañías, beber licor y realizar pequeños hurtos. Teniendo quince años se dirigió hacia el rancho de su hermana Georgia, donde sus labores y su persona fueron bien reconocidas. Ya era considerado un buen tirador. Sin embargo, las relaciones con el esposo de su hermana tampoco fueron buenas.

## Etapa criminal
A mediados de 1894, a los dieciocho años, comenzó su carrera delictiva. Esto se debió a una reyerta con un hombre llamado Jake Lewis, quien había dado una paliza al hermano menor de Crawford en un baile. Este confrontó al agresor, dos días después, disparando y dejándole medio muerto; pero Lewis se recuperó de las heridas. En su huida, el joven se dirigió a territorios asignados a los seminole y creek, y decidió ser parte de la pandilla formada por los hermanos Jim y Bill Cook. 
En ese tiempo, el Gobierno estipuló el pago a individuos de ascendencia cherokee por porciones de tierras apropiadas. Bill y los hermanos Cook, para no hacerse notar, enviaron a una joven asociada, Effie Crittenden, para cobrar lo que a ellos les correspondía. La policía estuvo al tanto de estos movimientos y siguió los pasos de Crittenden a su regreso. El 18 de junio de 1894, una partida de siete hombres, bajo el mando del sheriff Ellis Rattling Gourd, enfrentaron a los delincuentes. En el tiroteo Cawfrod mató a Sequoya Smith, uno de sus perseguidores. Durante el interrogatorio que la autoridad hizo a Effie, acerca de la identidad de Crawford, ella respodió que no era él quien integraba la banda, sino un tal Cherokee Bill y fue así que, aparentemente, se ganó el sobrenombre. Otra versión establece que obtuvo su apodo debido a su ascendencia cherokee.
A raíz de la refriega, Jim Cook resultó lesionado y los dos restantes delincuentes cargaron con él hacia el Fuerte Gibson, pero tuvieron que abandonarle durante la persecución. Posteriormente Jim fue arrestado. A pesar de este incidente, la pandilla se hizo de más integrantes. Durante el mes de julio del mismo año cometieron diferentes asaltos e impusieron el terror en la zona del Territorio de Oklahoma y al norte del Territorio Indio. La pandilla cometió diversas fechorías entre robos, contrabando de whisky y asalto de diligencias; su único banco reportado como robado fue en el condado de Lincoln. En este poblado, Cherokee Bill asesinó a un barbero mientras trataba de dar la alarma. El 16 de julio los bandidos estuvieron a punto de cometer el atraco en un tren de Red Fork, pero un encargado logró ocultar la mayor parte del botín. El 2 de agosto dos miembros de la banda fueron muertos y uno capturado en Sapulpa, Oklahoma; un policía fue también herido. Los delitos continuaron en las siguientes semanas. 
Aparte de esto, Bill tenía cierto éxito con las mujeres en los territorios a donde se dirigía. Además, las buenas relaciones con algunos habitantes facilitaba su movilización. Su gran altura y su cuerpo fornido le hacían temible, a tal punto que en muchos casos las autoridades locales trataban de evitarlo y algunas ciudades emitieron órdenes de dejarle transitar libremente.
En general, a Bill se le adjudicaron todos los asesinatos cometidos por la pandilla, aparentemente perpetrados sin razón especial. El número de asesinatos varía entre siete y catorce. El 8 de noviembre la pandilla llegó a Lenapah, Oklahoma, y asaltó la tienda Shufeldt and Son. En medio del escape, el vecino Ernest Melton sacó su cabeza de una ventana para averiguar lo que pasaba afuera, pero en el acto fue asesinado de un balazo disparado del rifle de Cherokee Bill. Por este crimen a sangre fría la persecución se intensificó y provocó que la banda se separase; posteriormente, algunos de ellos fueron abatidos y otros ahorcados por las autoridades. 
El último día de diciembre, Crawford cometió su última fechoría actuando en solitario en el atraco de una estación de tren en la localidad de Nowata, Oklahoma. Poco después, la policía se puso en contacto con dos individuos cercanos a Bill: Clint Scales y Ike Rogers, este último primo de la novia de Bill, Maggie Glass. Ambos asintieron en colaborar en su captura por una recompensa de $1.300 dólares. El 30 de enero de 1895, ambos aprovecharon que Cherokee estaba en la casa de su amante y al menor descuido del criminal le golpearon y capturaron. Una vez llevado ante la autoridad del juez Isaac Parker (apodado el «Juez de la Horca») en Fort Smith, Arkansas, por el asesinato de Ernest Melton, fue encontrado culpable el día 13 de abril y sentenciado a muerte el 25 de junio. A pesar de todo, el acusado no mostró ningún tipo de interés por su condena. La fecha fue atrasada hasta el 17 de marzo de 1896, por apelaciones de su defensor.

## Ejecución
Mientras estaba en la cárcel, Bill, de alguna manera, obtuvo una pistola para intentar un escape, aun cuando días antes los agentes habían hecho una requisa y descubrieron otras armas que fueron introducidas. Fue el 26 de julio de 1896 cuando trató de realizar su liberación. Uno de los guardianes, al verle armado, ordenó a Bill entregarle la pistola, pero este respondió disparando y matando al carcelero en el acto. Otro guardián huyó, pero pudo salvarse al interponerse en la mira de Bill otro delincuente que iba en su búsqueda. Cherokee mantuvo su posición por largo tiempo agazapado desde su celda y disparando a cualquiera que se asomase. 
Dentro del recinto, el prisionero Henry Starr ofreció intermediar para sacar a Cherokee Bill, con la condición de que no le matasen al salir. Al fin el mediador entregó el arma del delincuente. Después de un nuevo juicio, la fecha previamente estipulada para la ejecución fue confirmada. Ese día sería colgado a las 11 a. m., pero fue suspendida hasta las 2 p. m. en consideración a la llegada de su hermana en el tren de la 1 p. m. Antes de su muerte se le adjudica haber dicho: «Es un buen día para morir como cualquier otro». Y ante la pregunta de si deseaba expresar unas últimas palabras, él respondió: «Vine a morir, no a hacer un discurso». 
El juez Parker, en el juicio, expresó que Bill era «un loco y sanguinario que mataba por el gusto de hacerlo», y como «el más despreciable» de los delincuentes.